# كيفين دانسو
كيفين دانسو (بالألمانية: Kevin Danso) (19 سبتمبر 1998 في النمسا - ) هو لاعب كرة قدم نمساوي في مركز الوسط. لعب مع نادي ريدنغ.

## وصلات خارجية
- كيفين دانسو على موقع الاتحاد الأوربي (الإنجليزية)
- كيفين دانسو على موقع قاعدة بيانات كرة القدم.إي يو (الإنجليزية)
- كيفين دانسو على موقع ليكيب (الفرنسية)
- كيفين دانسو على موقع ناشيونال فوتبول تيمز (الإنجليزية)
- كيفين دانسو على موقع Soccerbase.com (لاعب) (الإنجليزية)
- كيفين دانسو على موقع Soccerway.com (الإنجليزية)
- كيفين دانسو على موقع عالم كرة القدم.نت (الإنجليزية)